# Plaques de matrícula d'Islàndia

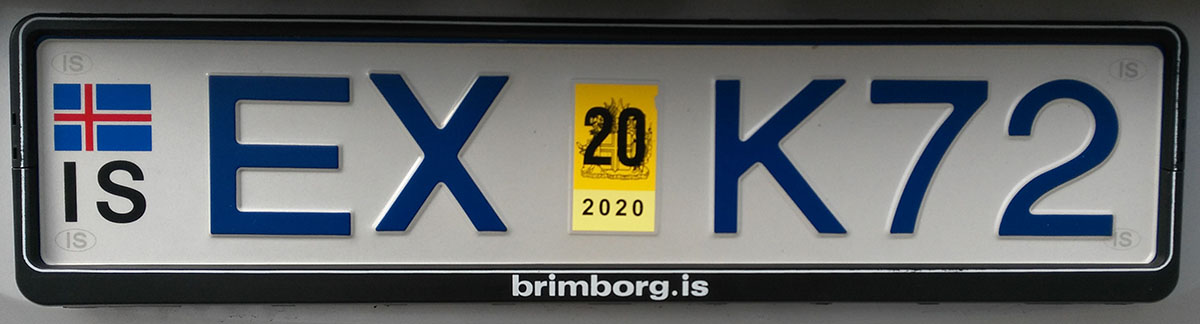
Model de matrícula islandesa a partir del 2007.

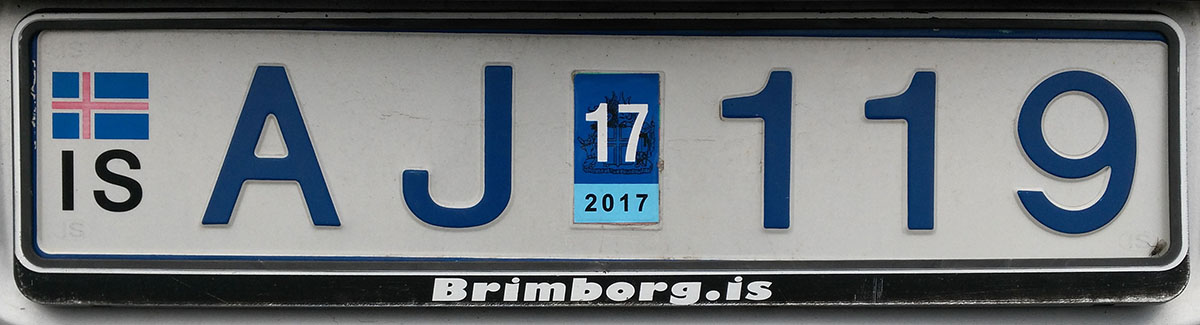
Model de matrícula anterior al 2007 (2 lletres i 3 xifres).

Les plaques de matrícula dels vehicles d'Islàndia utilitzen des de l'1 de gener de 1989 un sistema de registre format per dues lletres i tres dígits (AB 123) o des del 2007 per tres lletres i dos dígits (AB C12) emeses per l'Autoritat de Transport d'Islàndia i fetes d'alumini amb una base blanca reflectant i caràcters en blau.
Les plaques s'emeten seqüencialment a l'atzar per a tota la vida del vehicle i no tenen cap mena de codificació geogràfica (a excepció dels cotxes antics que mantenen l'antic sistema de districtes format per una lletra i d'una a cinc xifres).
Totes les plaques, en aquest nou sistema, porten una etiqueta de validació, a la part central, que indica l'any del vehicle per a inspeccions de seguretat. I des del 2004 a la part esquerra porten la bandera nacional i el codi del país, IS.

## Mides

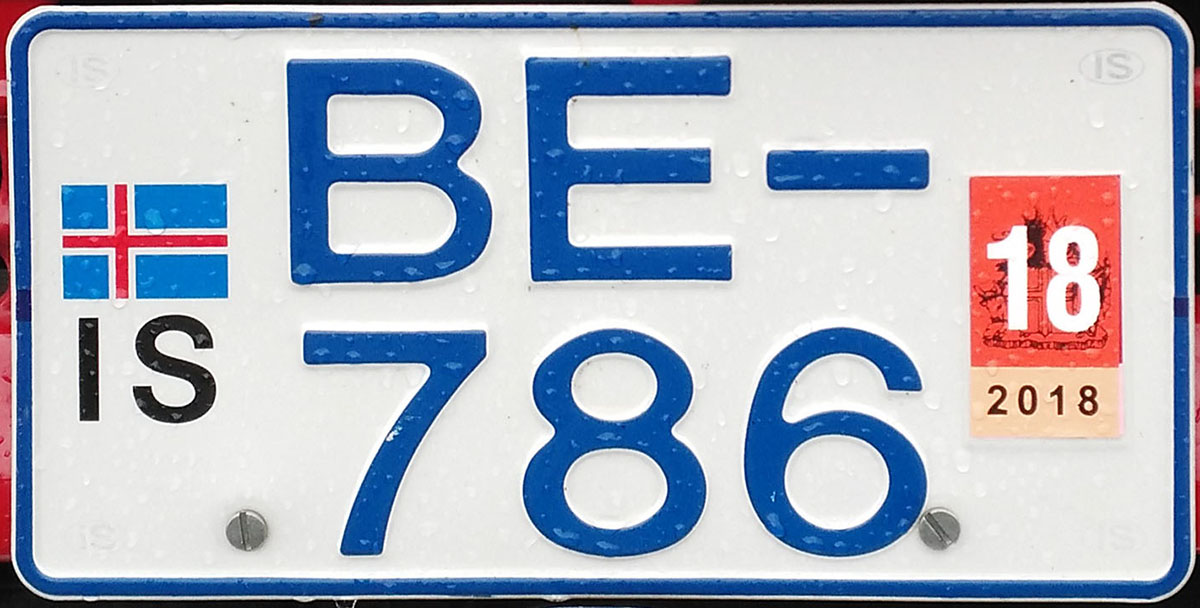
Model de matrícula quadrada anterior al 2007.

Poden fabricar-se en 3 mides, segons el tipus d'automòbil: l'estandard europeu de 520 mm × 110 mm (rectangular) o 280 mm × 200 mm (quadrat) i l'estandard nord-americà de 305 mm × 155 mm.

## Tipografia
Les matrícules actuals utilitzen una tipografia de pal sec tipus Helvetica Neue. Les lletres utilitzades són les de l'alfabet llatí, això exclou les tres lletres especials utilitzades en l'islandès, la Ð (eth), la Þ (thorn), i la Æ (ash).

## Tipus

### Vehicles comercials
Els vehicles comercials no es poden utilitzar amb finalitats personals, ja que porten una matrícula especial formada per 5 caràcters alfanumèrics vermells sobre fons blanc (AB 123 o AB C12) amb un rombe a la part esquerra en lloc de la bandera i codi del país i al centre l'adhesiu amb l'any de matriculació.

### Vehicle diplomàtics
Els vehicles diplomàtics d'ambaixades o del personal diplomàtic porten unes plaques de fons verd clar i caràcters blancs compostes per les lletres CD (per "Corps Diplomatic") i una lletra que indica l'estat de l'ambaixada i dues xifres (CD-A12). L'adhesiu amb l'any de matriculació va col·locat al mig.

### Temporals
Els concessionaris de vehicles d'importació porten una matrícula temporal formada per les lletres RN i 3 xifres (RN 123) de color negre sobre fons vermell i separades per l'adhesiu amb l'any de validació de la matrícula. A l'esquerra porten la bandera i el codi internacional del país.

## Història

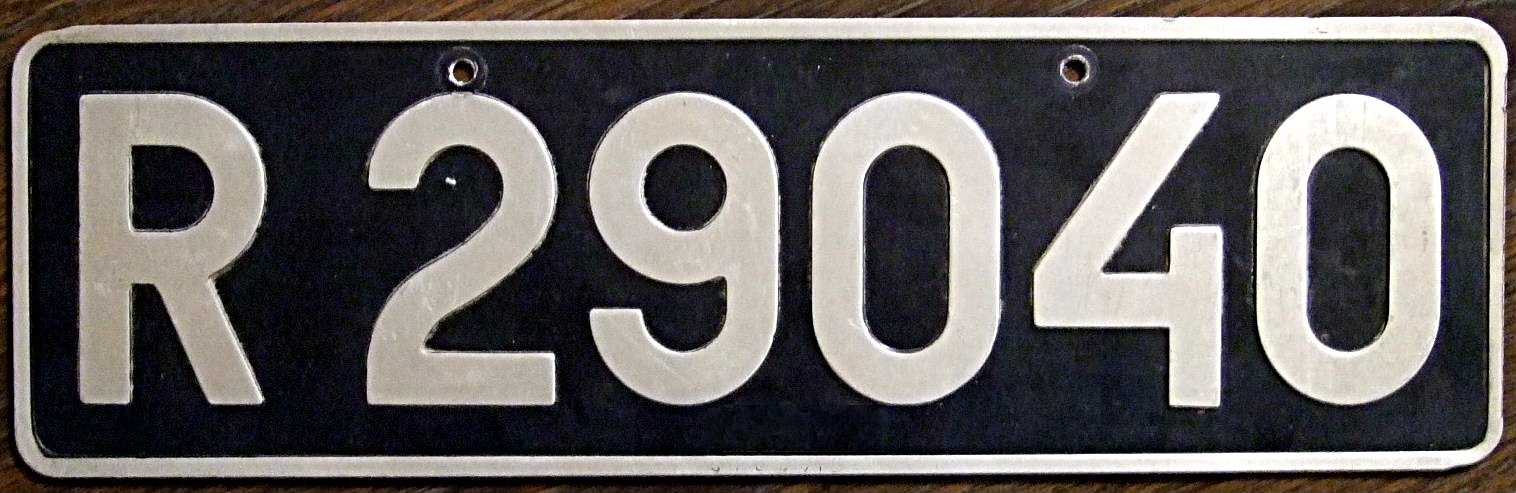
Disseny de matrícula anterior al 1989 amb el codi de Reykjavík (R).

Des del 1938 i fins al 31 de desembre de 1988 s'utilitzà un sistema format per una lletra que indicava el districte seguida per una a cinc xifres segons anava augmentant el volum de vehicles. Les plaques portaven el fons negre i els dígits en color platejat.
La següent taula mostra els 18 codis dels districtes existents fins al 1988:
| Codi | Districte                                                 | Regió             |
| ---- | --------------------------------------------------------- | ----------------- |
| A    | Akureyri (Eyjafjarðarsýsla)                               | Norðurland eystra |
| B    | Vatneryri (Borgarbyggð)                                   | Vesturland        |
| D    | Dalasýsla (Búðardalur)                                    | Vesturland        |
| E    | Akranes (Almannagja)                                      | Vesturland        |
| F    | Siglufjörður (Fjallabyggð)                                | Norðurland eystra |
| G    | Hafnarfjörður (Gran Reykjavík)                            | Höfuðborgarsvæði  |
| H    | Blönduós (Austur-Húnavatnssýsla)                          | Norðurland vestra |
| I    | Ísafjörður (Ísafjarðarbær)                                | Norðurland vestra |
| J    | Aeroport Internacional de Keflavík (Keflavíkurflugvöllur) | Suðurnes          |
| K    | Sauðárkrókur (Skagafjörður)                               | Suðurland         |
| N    | Neskaupstaður (Fjarðabyggð)                               | Vestfirðir        |
| Ø    | Aeroport Internacional de Keflavík (Keflavíkurflugvöllur) | Suðurnes          |
| Þ    | Húsavík (Þingeyjarsýsla)                                  | Austurland        |
| R    | Reykjavík                                                 | Höfuðborgarsvæði  |
| S    | Seyðisfjörður                                             | Austurland        |
| U    | Eskifjörður (Fjarðabyggð)                                 | Austurland        |
| V    | Vestmannaeyjar                                            | Suðurland         |
| X    | Árborg (Selfoss)                                          | Suðurland         |
| Y    | Kópavogur (Gran Reykjavík)                                | Höfuðborgarsvæði  |
| Z    | Vík í Mýrdal (Mýrdalshreppur)                             | Suðurland         |